# 宝島 (鹿児島県)

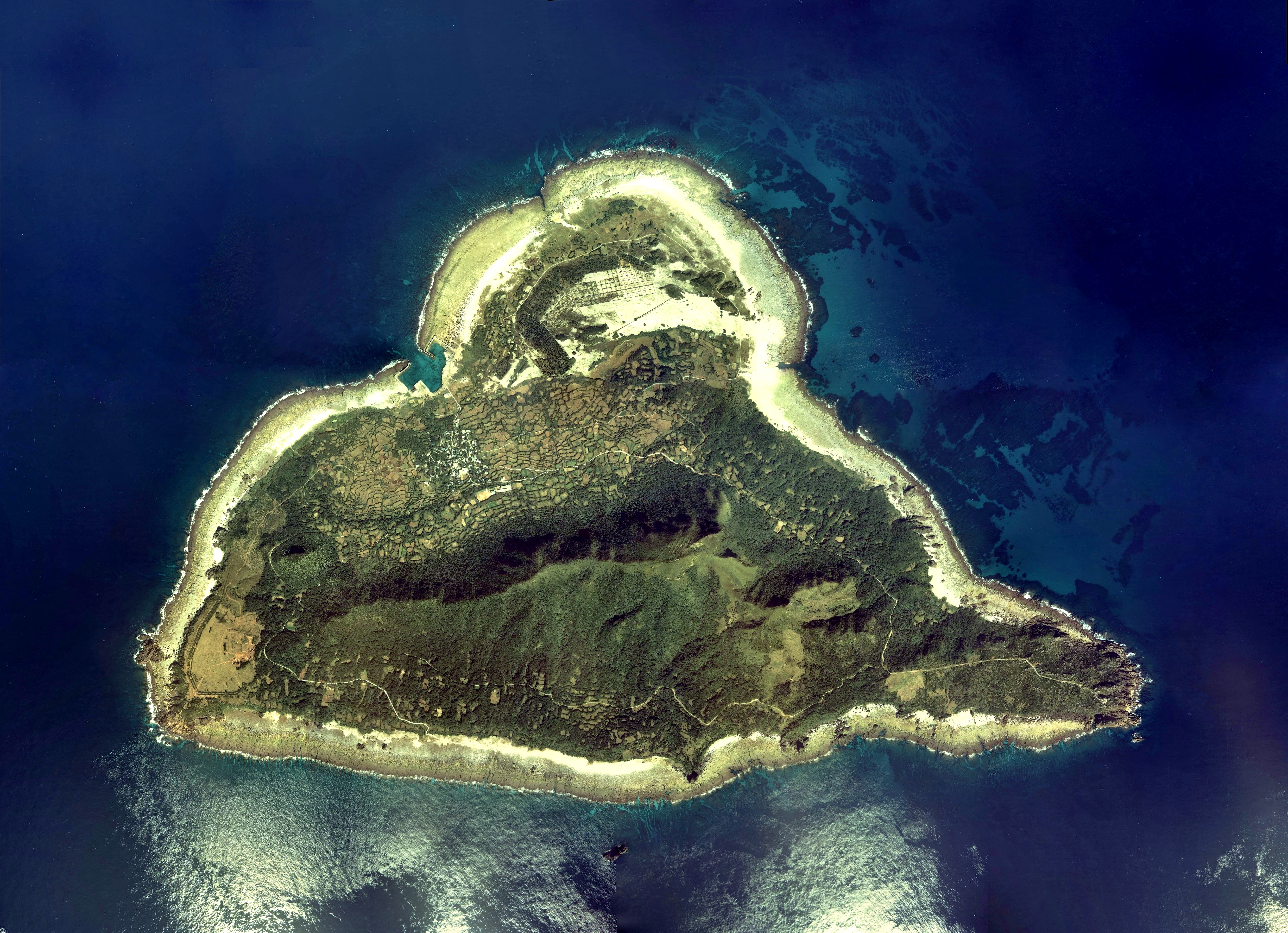
宝島の空中写真。この画像は上方が北東方角である。1978年撮影の12枚を合成作成。
。

宝島（たからじま）は、トカラ列島に浮かぶ島である。郵便番号は891-5301。人口は131人、世帯数は68世帯（2018年3月31日現在）。
地名（行政区画）としての「宝島」の呼称は鹿児島県鹿児島郡十島村の大字となっており、大字の区域は宝島の全域にあたる。

## 概要
- 人口 - 131人（2018年3月31日現在）[1]
- 面積 - 7.14 km2
- 周囲 - 13.77 km
- 経緯 - 北緯29度09分、東経129度13分
- 気候 - 亜熱帯（5月 - 9月に多く雨が降る）
- アクセス - 鹿児島港よりフェリーで約13時間（※宝島には空港は無い）

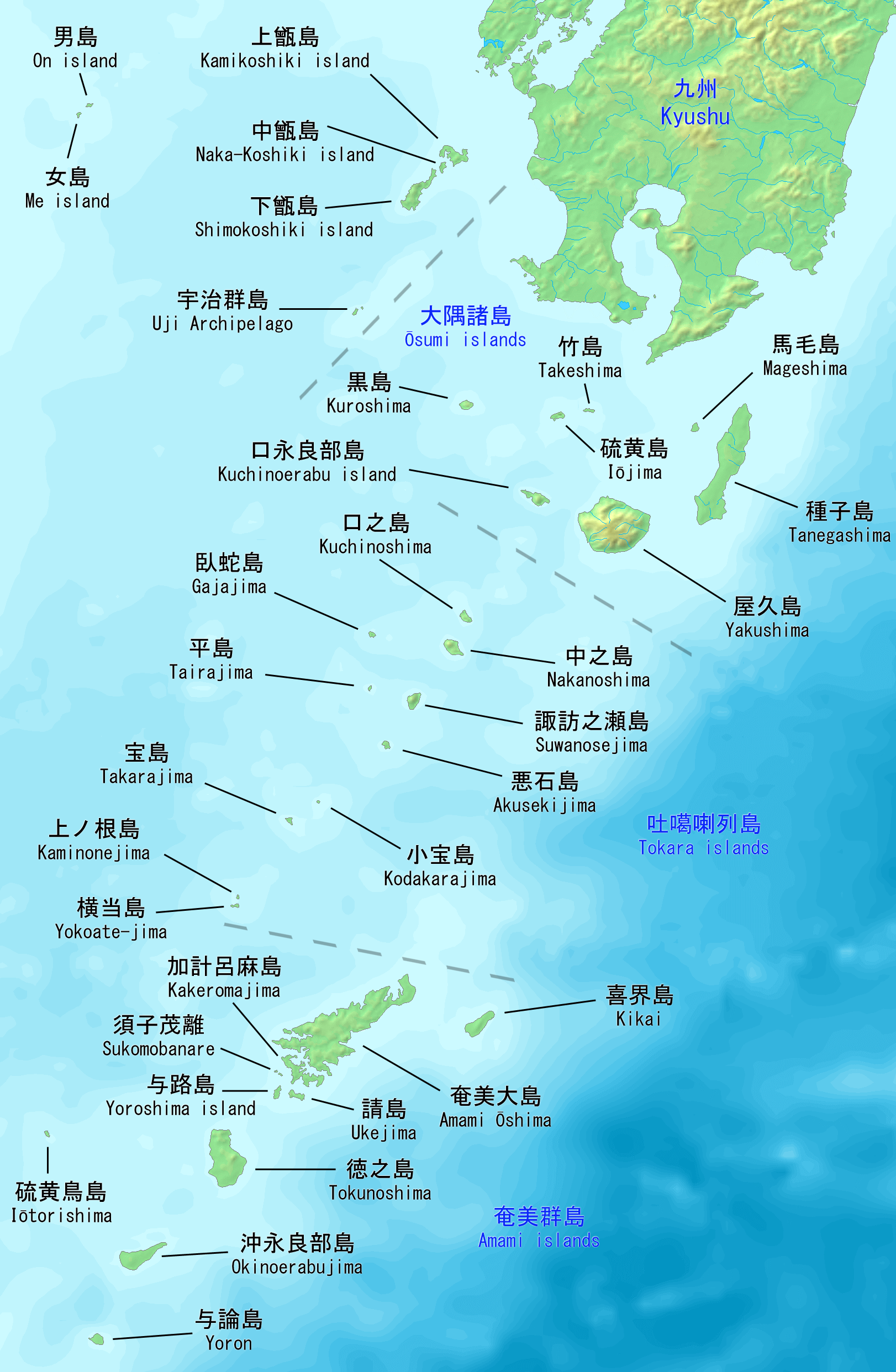
トカラ列島（薩南諸島、中部）

## 地理

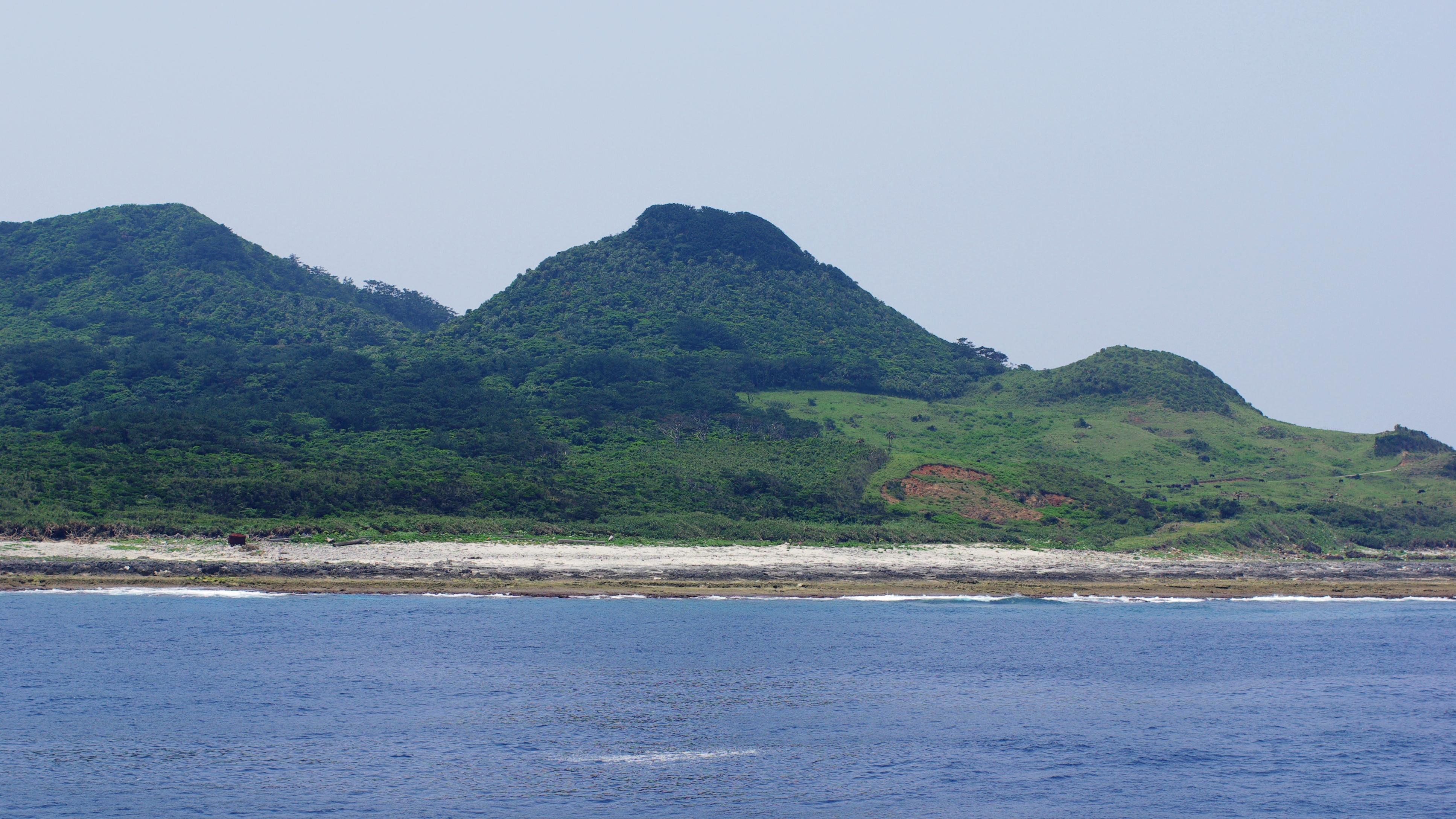
女神山と放牧場

トカラ列島の有人島では最南端（無人島は宝島の南方に横当島がある）にあり、鹿児島港から366キロメートル、奄美大島からは90キロメートルの位置にある。周囲はサンゴ礁に囲まれているが、島の北東部には地元住民が「サバク」と呼称する海浜砂丘がある。集落は島の北岸の平地にあり、前籠港や十島村立宝島小中学校などの公共施設が多く所在している。また、小宝島とともにトカラハブが生息しており、日本国内でハブ類が生息する地域でも北のほうである。最北端は宝島の北にある小宝島。

## 歴史
島内からは多くの土器が出土しており、下層部からは縄文後期のころのものとみられる宇宿下層式土器や八重山式土器、上層部からは弥生中期のころと見られる須玖式土器が出土している。
宝島という地名は江戸期より見え、薩摩国川辺郡のうちの村名であったとあるが、薩摩藩の直轄領であったため、郷には属さず、藩の船奉行の支配下に置かれていた。宝島の村には小宝島も含まれていた。口之島や中之島と同様に津口番所、異国船番所、異国船遠見番所が設置され、城下より在番が派遣されていた。村高は「薩藩政要録」では395石余であった。

### 宝島事件
文政7年（1824年）8月、イギリス船（捕鯨船）が来島し、島民に牛を譲渡するように要求したが、在番および郡司が拒否したため、20名から30名程度のイギリス人が島に上陸し牛3頭を略奪した。この事件で横目の吉村九助が在番所でイギリス人1名を射殺、流人であった本田助之丞と田尻後藤兵衛の2名の武士も争いに参加したとある。本田助之丞は文化朋党事件により遠島に処されている。射殺された船員は塩漬けにされた。この事件が1つの要因となり、翌年の文政8年（1825年）には異国船打払令が出された。
この事件の顛末を吉村昭が短編小説『牛』で描いている。島にはこの事件に由来したイギリス坂という地名が存在する。
行政区分の変遷はトカラ列島に準じるが、1952年（昭和27年）の本土復帰時に、小宝島の領域が大字宝島から分立され、大字小宝島となった。
なお、17世紀後半のイギリスの海賊、キャプテンキッドがこの島に財宝を隠したという言い伝えがある。

### 近現代
- 1976年（昭和51年）9月12日 - 台風17号による暴風雨のため民家の多くに被害[8]。

### 人口の変遷
| 統計年次〔年〕     | 世帯数〔世帯〕 | 総人口〔人〕 | 出典               |
| 1871年（明治4年）  | 55             | 299          | 地理纂考           |
| 1882年（明治15年） | 64             | 352          | 県地誌             |
| 1895年（明治28年） | 59             | 403          | 拾島状況録         |
| 1910年（明治43年） | 78             | 499          | トカラの地名と民俗 |
| 1932年（昭和7年）  | 112            | 664          | トカラの地名と民俗 |
| 1955年（昭和30年） | 123            | 560          | 角川日本地名大辞典 |

## 施設

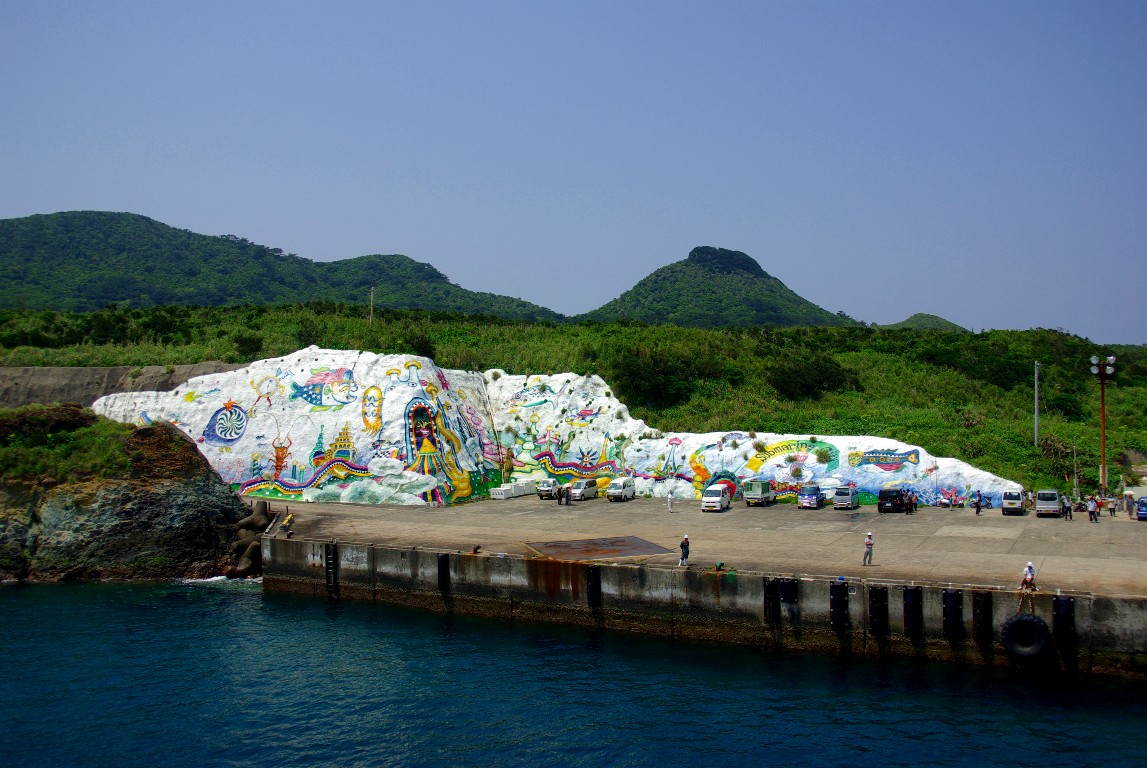
前籠港

公共
- 十島村役場宝島出張所
- 前籠港
- 電子基準点「宝島」

教育
- 十島村立宝島学園

郵便局
- 宝島郵便局

温泉
- 友の花温泉保養センター

## 交通

### 航路
村営船フェリーとしま2
- 前籠港

## 湖沼
- 大池